# Кесслер, Эрнест Эрнестович
Эрнест Эрнестович Кесслер (? — 8 (20) мая 1896) — преподаватель латинского языка.

## Биография
Окончил историко-филологический факультет Дерптского университета (1863). Был отставлен на педагогических курсах при университете, затем преподавал в частных пансионах Лифляндской губернии, пока не получил место преподавателя латинского языка в Могилёвской гимназии. Летом 1869 года был командирован за границу и после возвращения стал преподавать в 3-й Санкт-Петербургской гимназии, где и оставался до дня своей смерти, «дослуживая седьмое пятилетие в звании заслуженного преподавателя латинского языка». Кроме этого в 1879—1886 годах преподавал в частной гимназии Бычкова (Гуревича), а также в историко-филологическом институте. 
Э. Э. Кесслер написал учебник «Синтаксис латинского зыка для гимназий» (1874), который был отмечен премией им. Петра Великого.
Б. К. Ордин, учившийся в 3-й гимназии, отмечал: 

Небольшого роста, широкоплечий, с умным лицом, обрамлённым довольно густыми тёмными волосами, с большим умным лбом и строгими, иногда на мгновение вспыхивавшими остроумием или насмешкою глазами, обыкновенно серьёзно смотревшими сквозь большие золотые очки, Э. Э. Кесслер одним своим обликом производил на учеников самое дисциплинирующее влияние.

Его урока ждали с трепетом, иногда с замиранием сердца; но этот трепет проистекал вовсе не от страха перед суровостью или строгостью, а был естественным явлением: природное достоинство, большие знания, вследствие этого большой авторитет преподавателя были вне сомнения. Он знал свой предмет великолепно. Известны его грамматика, синтаксис и особо изданные и обработанные для русских гимназистов старших классов «Radke’s Materialien», т. е. особо избранные и составленные по Цицерону и другим классикам русские статьи, полные всяких грамматических и синтаксических трудностей, для перевода на латинский язык. На уроках Э. Э. Кесслера не бывало ни шума, ни глупой возни, ни пререканий.
— Из воспоминаний о 3-й С.-Петербургской гимназии